# Isodactylactis borealis
Isodactylactis borealis is een Cerianthariasoort uit de familie van de Cerianthidae. De wetenschappelijke naam van de soort is voor het eerst geldig gepubliceerd in 1998 door Widersten.